# フジ子・ヘミングの軌跡
愛と感動のスペシャルドラマ『フジ子・ヘミングの軌跡』は、2003年10月17日に、フジテレビ系で放送されたテレビドラマ。ピアニスト、フジコ・ヘミングの波瀾万丈の半生を描いたもの。20.1%の高視聴率を記録した。デビューアルバムがクラシックCDで100万枚、という驚異的な売上でコンサートチケットも入手困難な状況だったが、ドラマの放送後、番組内で使用された数枚のCDの売上が急上昇して更に100万枚以上売り上げ、2枚がチャートインした。このドラマの反響の凄まじさはクラシック、音楽業界に衝撃を与えた。ストーリーは企画・プロデュースした喜多麗子が1年半をかけてフジ子・ヘミングに取材してまとめたものである。喜多は翌年に書籍『フジ子・ヘミング真実の軌跡』も出版している。

## キャスト
- フジ子・ヘミング：菅野美穂
- 大月投網子：十朱幸代
- 大月吉野：野際陽子
- 大月ウルフ：ウエンツ瑛士
- カナエ：真行寺君枝
- ケン（ジャズシンガー）：小林桂
- 近藤（芸大生）：谷原章介
- 高野（芸大生）：玉山鉄二
- 加奈子（留学生）：松尾れい子
- 真澄：吉井怜
- 耳鼻科医：宇津井健（特別出演）
- 佐々木：（NHKラジオプロデューサー）陣内孝則
- ドイツ大使：岡田眞澄
- 法務局国籍課役人：東幹久
- 区役所戸籍課役人：田山涼成
- とみ：梅沢昌代
- ヘルベルト・フォン・カラヤン：Tom Strauss
- レナード・バーンスタイン：Peter Martin
- レオニード・クロイツァー：klaus Haruisch
- ゲオルギー・ヘミング：Tim Wallput

## スタッフ
- 企画・プロデュース：喜多麗子
- 演出：若松節朗　（共同テレビ）
- 楽曲：フジ子・ヘミング
- 脚本：永田優子

## 関連商品
- フジ子・ヘミングの軌跡　VHS（2004年3月17日発売）（ポニーキャニオン）
- フジ子・ヘミングの軌跡　DVD（2004年3月17日発売）（ポニーキャニオン）

### 書籍
- 『フジ子・ヘミング真実の軌跡〜ドラマでは描かれなかった物語』 喜多麗子著（2004年4月発売・角川書店） ISBN 978-4048838740